# Construct
Construct är det tionde studioalbumet av melodisk death metal-bandet Dark Tranquillity från Göteborg. Albumet gavs ut 27 maj 2013.

## Låtlista
1. "For Broken Words" - 4:34
2. "The Science Of Noise" - 3:46
3. "Uniformity" - 5:31
4. "The Silence In Between" - 3:32
5. "Apathetic" - 3:30
6. "What Only You Know" - 4:02
7. "Endtime Hearts" - 3:59
8. "State Of Trust" - 4:06
9. "Weight Of The End" - 4:56
10. "None Becoming" - 4:31

### Bonusspår
- "The Treason Wall (live)"
- "The New Build (live In Milan 2008)"
- "Focus Shift (live In Milan 2008)"
- "The Lesser Faith (live In Milan 2008)"
- "The Wonders At Your Feet (live)"
- "Lost To Apathy (live In Milan 2008)"
- "Misery's Crown (live In Milan 2008)"
- "Therein (live)"
- "My Negation (live In Milan 2008)"
- "The Mundane And The Magic (live In Milan 2008)"
- "Final Resistance (live In Milan 2008)"
- "Terminius (where Death Is Most Alive)(live In Milan 2008)"
- "Dream Oblivion (live at With Full Force 2010)"
- "Iridium (live at Summerbreeze, 2010)"

## Banduppsättning
- Mikael Stanne - sång
- Martin Henriksson - gitarr
- Niklas Sundin - gitarr
- Daniel Antonsson - bas
- Anders Jivarp - trummor
- Martin Brändström - keyboard